# Starozagorská oblast
Starozagorská oblast (bulharsky Област Стара Загора) je jedna z oblastí Bulharska. Leží na jihovýchodě země a jejím správním střediskem je Stara Zagora.

## Administrativní dělení (obštiny)

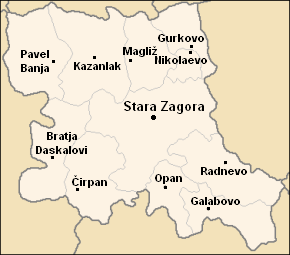
Starozagorská oblast

Oblast se dělí na 11 obštin.
| Obština - Braťa Daskalovi - Čirpan - Gălăbovo - Gurkovo - Kazanlăk - Măgliž - Nikolaevo - Opan - Pavel Baňa - Radnevo - Stara Zagora | Sídlo - Braťa Daskalovi - Čirpan - Gălăbovo - Gurkovo - Kazanlăk - Măgliž - Nikolaevo - Opan - Pavel Baňa - Radnevo - Stara Zagora |

## Města
Správním střediskem oblasti je Stara Zagora, kromě sídelních měst jednotlivých obštin, přičemž Braťa Daskalovi a Opan městem nejsou, se zde nacházejí města Krăn a Šipka.

## Obyvatelstvo
K 15. prosinci 2024 v oblasti žilo 332 733 obyvatel a bylo zde trvale hlášeno 349 922 obyvatel. Podle sčítání 7. září 2021 bylo národnostní složení následující:
- Bulhaři: 239 770 (79.3 %)
- Romové: 18 158 (6.0 %)
- Turci: 12 170 (4.0 %)
- ostatní[p 2]: 32 181 (10.6 %)